# Leptataspis phiale
Leptataspis phiale är en insektsart som först beskrevs av Gustav Breddin 1902.  Leptataspis phiale ingår i släktet Leptataspis och familjen spottstritar. Inga underarter finns listade i Catalogue of Life.